# Anomala platypyga
Anomala platypyga är en skalbaggsart som beskrevs av Leon Fairmaire 1893. Anomala platypyga ingår i släktet Anomala och familjen Rutelidae. Inga underarter finns listade i Catalogue of Life.